# Lithraea
Lithrea és un gènere de plantes amb tres espècies dins la família Anacardiaceae. És planta nativa de l'Argentina, Bolívia, el Brasil, Xile, el Paraguai i l'Uruguai.